# Gorzów Wielkopolski villamosvonal-hálózata
Gorzów Wielkopolski villamosvonal-hálózata (lengyel nyelven: Tramwaje w Gorzowie Wielkopolskim) Lengyelország Gorzów Wielkopolski városában található. Összesen 5 vonalból áll, a hálózat teljes hossza 12,8 km. Jelenlegi üzemeltetője a MZK Gorzów Wielkopolski.
A vágányok normál nyomtávolságúak, az áramellátás felsővezetékről történik, a feszültség 600 V egyenáram. 
A forgalom 1899-ben indult el.

## Útvonalak
1. Wieprzyce - Kostrzyńska - al.11 listopada - Sikorskiego - Warszawska - Podmiejska - Pomorska - Walczaka - Silwana
2. Wieprzyce - Kostrzyńska - al.11 listopada - Sikorskiego - B. Chrobrego - Mieszka I - Kazimierza Wielkiego - Piaski
3. Piaski - Kazimierza Wielkiego - Mieszka I - B.Chrobrego - Warszawska -Podmiejska - Pomorska - Walczaka - Silwana
4. Dworzec Gł. - Dworcowa - Sikorskiego - B.Chrobrego - Warszawska - Podmiejska - Pomorska - Walczaka - Silwana
5. Dworzec Gł. - Dworcowa - Sikorskiego - B.Chrobrego - Mieszka I - Kazimierza Wielkiego - Piaski